# São Félix da Marinha
São Félix da Marinha is een plaats (freguesia) in de Portugese gemeente Vila Nova de Gaia en telt 11.171 inwoners (2001).

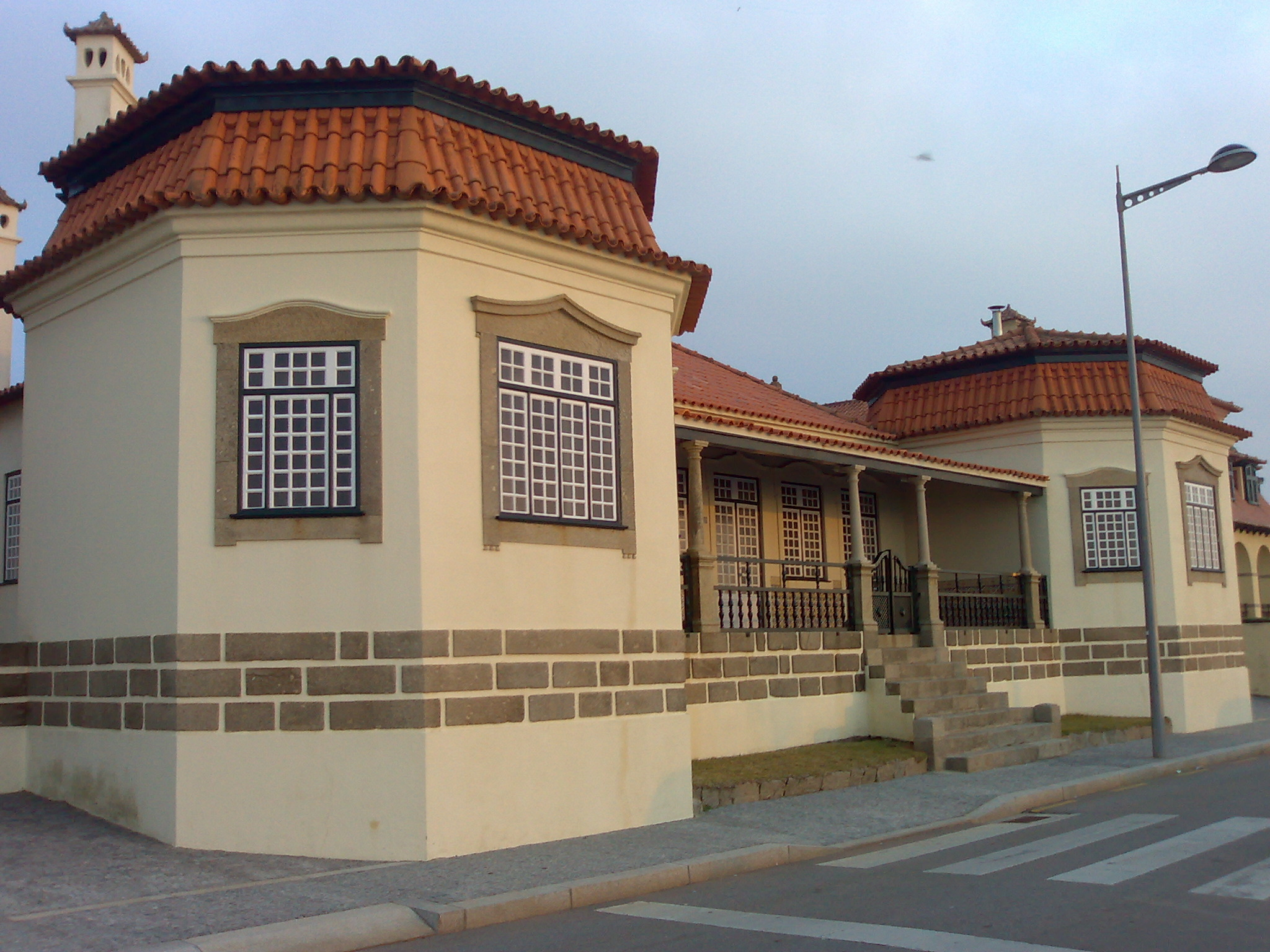
São Félix da Marinha